# 第7機動戦団
第7機動戦団（だい7きどうせんだん、朝鮮語：제7기동전단）は、大韓民国海軍の機動戦団で、2010年2月1日に編成される。
第7機動戦団は韓国海軍初の機動部隊で第5戦団と共に予備戦力として運用される。韓国沿岸部での作戦以外に済州島南端からマラッカ海峡までの海上輸送路の保護も任務に含まれる。このため水上艦艇や潜水艦など単一の艦艇で構成される一般戦団と異なり航空機および補給艦が含まれる。
2014年に済州基地が完成すれば母港を移転し、釜山および鎮海の3基地態勢となる予定。

## 歴史
2010年2月1日に海軍作戦司令部隷下として新編される。初代司令官であるイ・ボンリム海軍准将は2010年4月からソマリア沖の海賊対策の第151合同任務部隊の指揮官を務めている。
2025年2月、第7機動戦団は「機動艦隊」へと拡大改編され、新設される海軍機動艦隊司令部の下に置かれる。

## 部隊編制
編制内の戦隊の戦力はイージス駆逐艦1隻、4,500トン級駆逐艦3隻、潜水艦1ないし2隻、補給艦および航空機などで構成される。これにロッキード P-3C哨戒機やヘリコプターが支援戦力として加わる。2019年からは5,600トン級時期駆逐艦KDX-IIA6隻も活用される見込み。
- 第71戦隊（釜山作戦基地、旗艦「世宗大王」）
- 第72戦隊（鎮海作戦基地、旗艦「栗谷李珥」）
- 第73戦隊（2014年に編成予定。済州作戦基地、旗艦には「西厓柳成龍」が予定）